# 白妙なつ
白妙 なつ（しろたえ なつ、7月3日 - ）は、元宝塚歌劇団星組の娘役。元星組副組長。
愛知県小牧市、愛知淑徳高等学校出身。身長163cm。愛称は「なっちゃん」。

## 来歴
2002年、宝塚音楽学校入学。
2004年、音楽学校卒業後、宝塚歌劇団に90期生として入団。入団時の成績は14番。雪組公演「スサノオ／タカラヅカ・グローリー!」で初舞台。その後、星組に配属。
2020年9月21日付で星組副組長に就任。
2025年8月10日の「阿修羅城の瞳／エスペラント！」東京公演千秋楽をもって、宝塚歌劇団を退団。

## 宝塚歌劇団時代の主な舞台

### 初舞台
- 2004年4 - 7月、雪組『スサノオ』『タカラヅカ・グローリー!』

### 星組時代
- 2004年10 - 12月、『花舞う長安』『ロマンチカ宝塚'04』
- 2005年2 - 3月、『それでも船は行く』（バウホール）
- 2005年5 - 8月、『長崎しぐれ坂』 - 新人公演：禿（本役：仙堂花歩）『ソウル・オブ・シバ!!』
- 2006年1 - 4月、『ベルサイユのばら-フェルゼンとマリー・アントワネット編-』 - 新人公演：小公女（本役：蒼乃夕妃）
- 2006年6月、『フェット・アンペリアル』（バウホール） - リリー・ムールトン
- 2006年8 - 11月、『愛するには短すぎる』『ネオ・ダンディズム!』
- 2007年1月、『Hallelujah GO!GO!』（バウホール） - シンシア
- 2007年3 - 7月、『さくら』『シークレット・ハンター』
- 2007年8月、『シークレット・ハンター』『ネオ・ダンディズム!II』（博多座）
- 2007年11 - 2008年2月、『エル・アルコン-鷹-』 - プリマスの歌手、新人公演：オーレリー（本役：涼乃かつき）『レビュー・オルキス-蘭の星-』
- 2008年3 - 4月、『赤と黒-原作 スタンダール-』（ドラマシティ・日本青年館・愛知厚生年金会館） - スタニスラス
- 2008年6 - 10月、『THE SCARLET PIMPERNEL（スカーレット ピンパーネル）』 - 新人公演：ジュリー（本役：音花ゆり）
- 2008年11 - 12月、『外伝 ベルサイユのばら-ベルナール編-』『ネオ・ダンディズム!III』（全国ツアー）
- 2009年2 - 4月、『My dear New Orleans（マイ ディア ニュー オリンズ）』 - 新人公演：エマ（本役：英真なおき）『ア ビヤント』
- 2009年6 - 9月、『太王四神記 Ver.II』 - 副神官／モラン、新人公演：大神官（本役：万里柚美）
- 2009年10 - 11月、『コインブラ物語』（ドラマシティ・日本青年館） - マルガリータ
- 2010年1 - 3月、『ハプスブルクの宝剣』 - 新人公演：サラ（本役：万里柚美）『BOLERO』
- 2010年4 - 5月、『激情』『BOLERO』（全国ツアー） 初エトワール
- 2010年8月、『摩天楼狂詩曲（ニューヨークラプソディー）〜君に歌う愛〜』（バウホール） - シェリー
- 2010年10 - 12月、『宝塚花の踊り絵巻』『愛と青春の旅だち』 - シーガーの母、新人公演：ポーラの母（本役：万里柚美）
- 2011年2月、『愛するには短すぎる』『ル・ポァゾン 愛の媚薬II』（中日劇場） エトワール
- 2011年4 - 7月、『ノバ・ボサ・ノバ』『めぐり会いは再び』 - ブラン
- 2011年8 - 9月、『ノバ・ボサ・ノバ』『めぐり会いは再び』 - ブラン（博多座・中日劇場）
- 2011年11 - 2012年2月、『オーシャンズ11』 - エメラルド（3ジュエルズ）
- 2012年3月、『天使のはしご』（日本青年館・バウホール） - ガードナー夫人
- 2012年5 - 8月、『ダンサ セレナータ』『Celebrity』
- 2012年9月、『ジャン・ルイ・ファージョン-王妃の調香師-』（バウホール・日本青年館） - マダム・ド・ランバル
- 2012年11 - 2013年2月、『宝塚ジャポニズム〜序破急〜』『めぐり会いは再び 2nd〜Star Bride〜』 - ブラン『Étoile de TAKARAZUKA（エトワール ド タカラヅカ）』
- 2013年3 - 4月、『南太平洋』（ドラマシティ・日本青年館） - ジャネット・マクレガー
- 2013年5 - 8月、『ロミオとジュリエット』
- 2013年10月、『日のあたる方（ほう）へ』（ドラマシティ・日本青年館） - サンドラ
- 2014年1 - 3月、『眠らない男・ナポレオン-愛と栄光の涯（はて）に-』 - オランプ
- 2014年5 - 6月、『かもめ』（バウホール） - ポリーナ
- 2014年7 - 10月、『The Lost Glory -美しき幻影-』 - ディアナの伯母『パッショネイト宝塚!』
- 2014年12月、『アルカサル〜王城〜』（バウホール） - 王太后マリア
- 2015年2 - 5月、『黒豹（くろひょう）の如（ごと）く』 - モントーヤ夫人『Dear DIAMOND!!』
- 2015年6 - 7月、『大海賊』 - マリア『Amour それは…』（全国ツアー）
- 2015年8 - 11月、『ガイズ&ドールズ』 - マーサ
- 2016年1月、『鈴蘭（ル・ミュゲ）-思い出の淵から見えるものは-』（バウホール） - セシリア
- 2016年3 - 6月、『こうもり』 - ネッケル子爵夫人『THE ENTERTAINER!』 エトワール
- 2016年7月、『One Voice』（バウホール）
- 2016年8 - 11月、『桜華に舞え』 - 別府ユキ『ロマンス!! (Romance)』
- 2017年1月、『オーム・シャンティ・オーム-恋する輪廻-』（東京国際フォーラム） - ヴィミー
- 2017年3 - 6月、『THE SCARLET PIMPERNEL（スカーレット ピンパーネル）』 - イザベル
- 2017年7 - 8月、『オーム・シャンティ・オーム-恋する輪廻-』（梅田芸術劇場） - ヴィミー
- 2017年9 - 12月、『ベルリン、わが愛』 - マグダ・ゲッベルス『Bouquet de TAKARAZUKA（ブーケ ド タカラヅカ）』
- 2018年2月、『ドクトル・ジバゴ』（ドラマシティ・TBS赤坂ACTシアター） - エゴーロヴナ
- 2018年4 - 7月、『ANOTHER WORLD』 - 天女『Killer Rouge（キラー ルージュ）』
- 2018年8 - 11月、『Thunderbolt Fantasy（サンダーボルト ファンタジー）東離劍遊紀（とうりけんゆうき）』 - 傀儡師『Killer Rouge／星秀☆煌紅』（梅田芸術劇場・日本青年館・國家戯劇院・高雄市文化中心至徳堂）
- 2019年1 - 3月、『霧深きエルベのほとり』 - マインラート夫人『ESTRELLAS（エストレ―ジャス）〜星たち〜』
- 2019年5月、『アルジェの男』 - ルイーズ・ボランジュ『ESTRELLAS（エストレ―ジャス）〜星たち〜』（全国ツアー） エトワール
- 2019年7 - 10月、『GOD OF STARS -食聖-』 - ヴィミー『Éclair Brillant（エクレール ブリアン）』
- 2019年11 - 12月、『ロックオペラ モーツァルト』（梅田芸術劇場・東京建物 Brillia HALL） - オランジュ皇妃 エトワール
- 2020年2 - 3月、『眩耀（げんよう）の谷〜舞い降りた新星〜』 - パジャンの妻『Ray-星の光線-』（宝塚大劇場）
- 2020年7 - 9月、『眩耀（げんよう）の谷〜舞い降りた新星〜』 - パジャンの妻『Ray-星の光線-』（東京宝塚劇場）
- 2020年11月、『エル・アルコン-鷹-』 - 女王エリザベス『Ray-星の光線-』（梅田芸術劇場）
- 2021年2 - 5月、『ロミオとジュリエット』 - モンタギュー夫人
- 2021年7月、『マノン』（バウホール・KAAT神奈川芸術劇場） - マヌエラ
- 2021年9 - 12月、『柳生忍法帖』 - 千姫（天樹院）『モアー・ダンディズム!』
- 2022年2月、『王家に捧ぐ歌』（御園座） - ファトマ
- 2022年4 - 7月、『めぐり会いは再び next generation-真夜中の依頼人（ミッドナイト・ガールフレンド）-』 - ブラン『Gran Cantante（グラン カンタンテ）!!』
- 2022年9月、『モンテ・クリスト伯』 - オービーヌ『Gran Cantante（グラン カンタンテ）!!』（全国ツアー）
- 2022年11 - 2023年2月、『ディミトリ〜曙光に散る、紫の花〜』 - タマラ女王『JAGUAR BEAT-ジャガービート-』
- 2023年3 - 4月、『Le Rouge et le Noir〜赤と黒〜』（ドラマシティ・日本青年館） - フェルバック
- 2023年6 - 8月、『1789-バスティーユの恋人たち-』 - ヨランド・ドゥ・ポリニャック
- 2023年10 - 11月、『ME AND MY GIRL』（博多座） - バターズビー夫人 エトワール
- 2024年1 - 4月、『RRR×TAKA"R"AZUKA〜√Bheem〜（アールアールアール バイ タカラヅカ〜ルートビーム〜）』 - ネハ『VIOLETOPIA（ヴィオレトピア）』
- 2024年5 - 6月、『BIG FISH（ビッグ・フィッシュ）』（東急シアターオーブ） - ジェニー・ヒル
- 2024年8 - 12月、『記憶にございません!』 - 寿賀さん『Tiara Azul-Destino-（ティアラ・アスール ディスティーノ）』
- 2025年1月、『ANTHEM-アンセム-』（日本武道館）
- 2025年4 - 8月、『阿修羅城の瞳』 - 阿餓羅『エスペラント！』 退団公演[4]

### 出演イベント
- 2004年7月、TCAスペシャル・OGバージョン『ゴールデン・メモリーズ』[注釈 1]
- 2006年4月、『星組エンカレッジ・コンサート』[5]
- 2007年10月、第48回『宝塚舞踊会』
- 2008年10月、第49回『宝塚舞踊会』
- 2008年12月、タカラヅカスペシャル2008『La Festa!』[注釈 2]
- 2009年11月、第50回『宝塚舞踊会』
- 2010年5月、涼紫央ディナーショー『Profile-プロフィール-』[6]
- 2010年7月、『演劇人祭』[注釈 3]
- 2011年11月、第51回『宝塚舞踊会』
- 2015年9月、第53回『宝塚舞踊会』
- 2018年11月、七海ひろきディナーショー『Dearest』[7]
- 2019年8月、紅ゆずるディナーショー『Berry Berry BENNY!!』[8]
- 2023年10月、第56回『宝塚舞踊会』